# Dirksen-Stiftung
Die Dirksen-Stiftung war eine 1933 vom Deutschen Herrenklub gegründete Stiftung, die Kontakte zwischen den traditionellen Eliten und den Nationalsozialisten fördern sollte. Benannt war sie nach der Schirmherrin der Stiftung Viktoria von Dirksen.

## Die Stiftung
Zweck der Stiftung war laut Statut:

„im Interesse der Allgemeinheit den Führern der nationalsozialistischen Bewegung eine Stätte zu schaffen, in welcher sie außerdienstlich mit führenden Persönlichkeiten des öffentlichen Lebens, der Landwirtschaft, der Arbeit, des Handels, der Industrie, der Wissenschaft und der Kunst, sowie mit heranzubildenden Führernachwuchs zusammentreffen können.“

Dafür finanzierte die Stiftung ein Klubhaus, das, wie Max Ilgner im April 1934 schrieb, „bereits das lebhafte Interesse der führenden Kreise“ erfuhr.
Die Förderliste der Stiftung umfasste unter anderen Kurt Freiherr von Schröder, Robert Pferdmenges sowie die Großbanken, Siemens, Bosch, den Flick-Konzern, das Kalisyndikat und vor allem die I.G. Farben. Die Ruhrindustriellen waren weniger stark vertreten.
Im Kuratorium saßen Heinrich Himmler und Ernst Röhm.